# Cathédrale d'Acerenza
La cathédrale d'Acerenza ou cathédrale Notre-Dame de l'Assomption-et-Saint-Canion-évêque (en italien : 
cattedrale di Santa Maria Assunta e San Canio vescovo) est une église catholique romaine d'Acerenza, en Italie. Il s'agit de la cathédrale de l'archidiocèse d'Acerenza. Elle est dédiée à l'Assomption de la Vierge et à Canion (it) (fêté le 25 mai), épiscope de l'ancienne cité d'Atelle (it) en Campanie (aujourd'hui Sant'Arpino).  

## Galerie

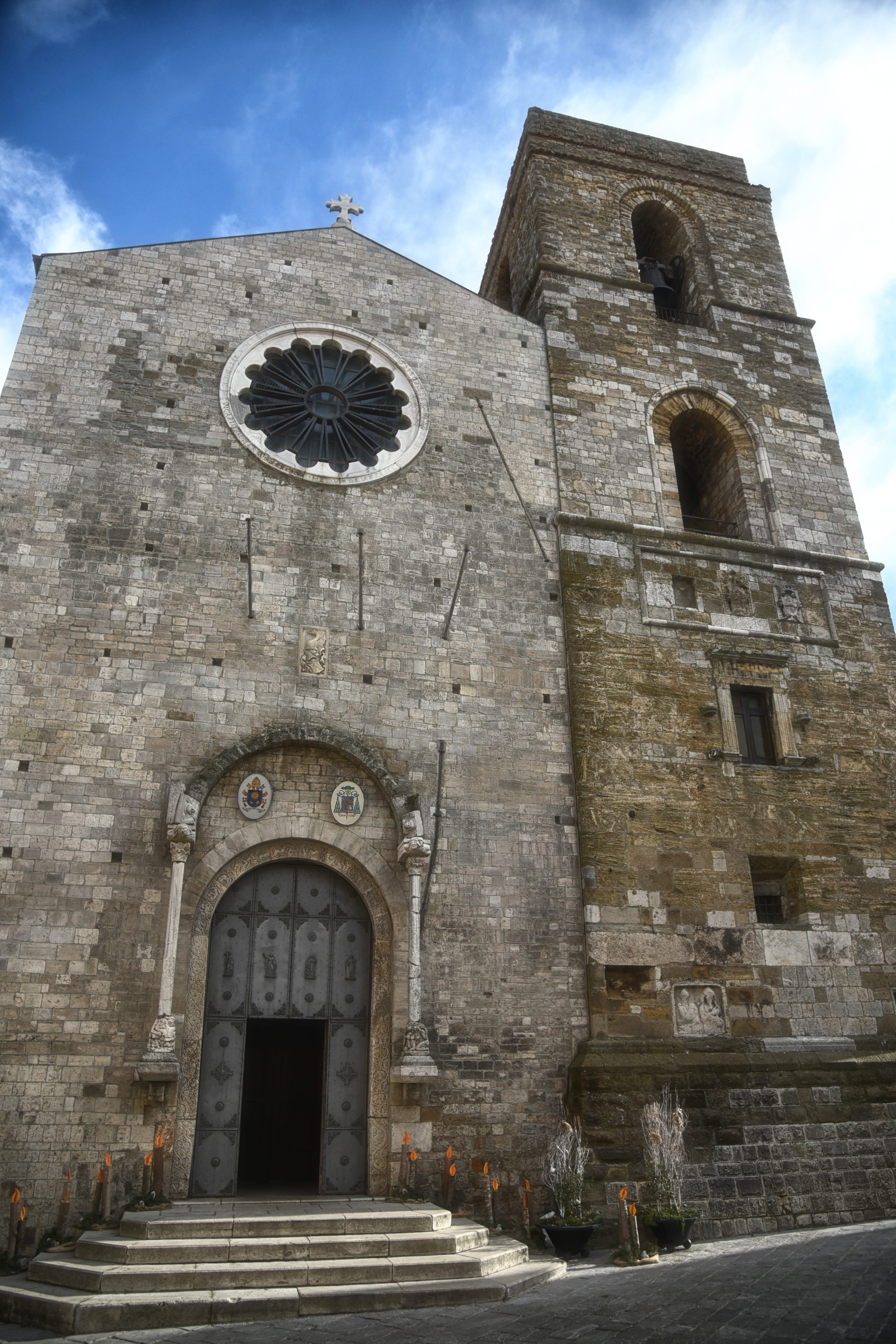
Le portail et le clocher.
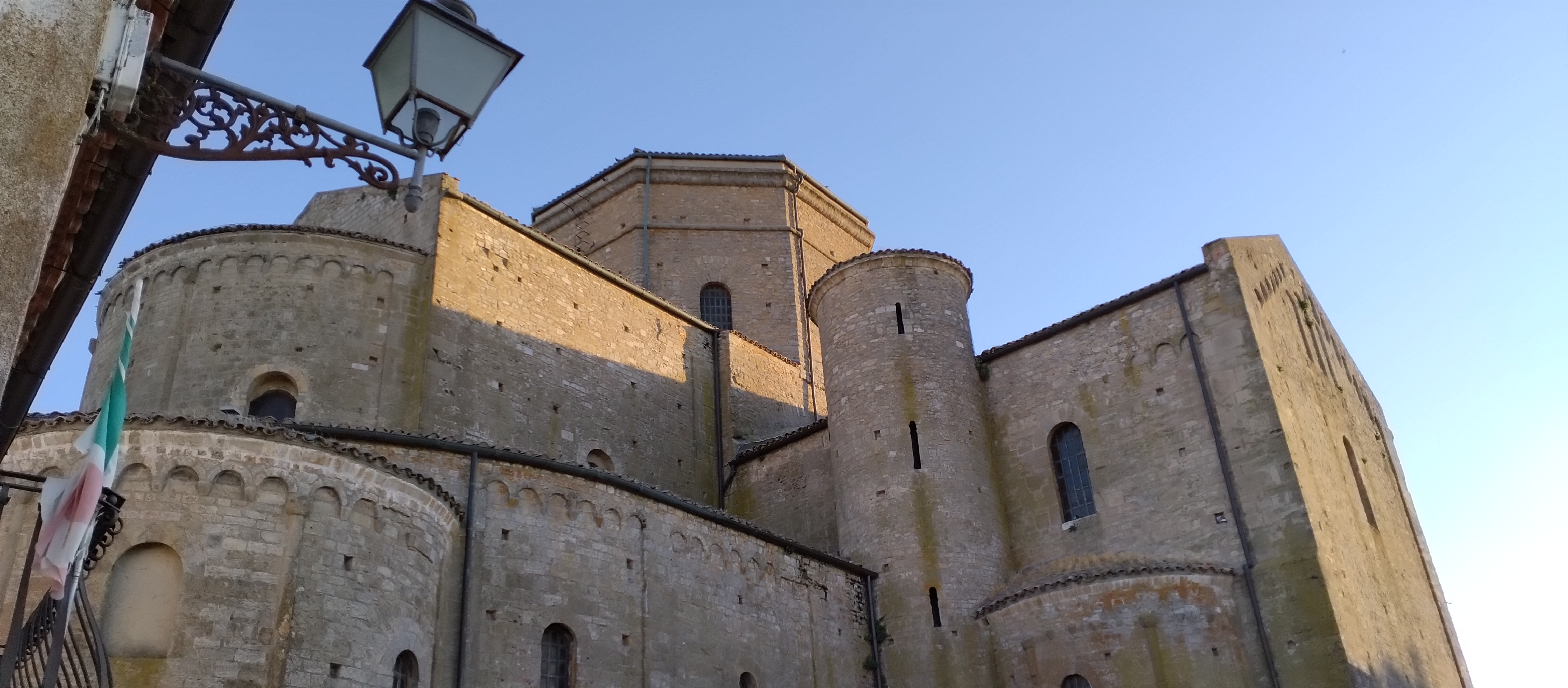
Le chevet.
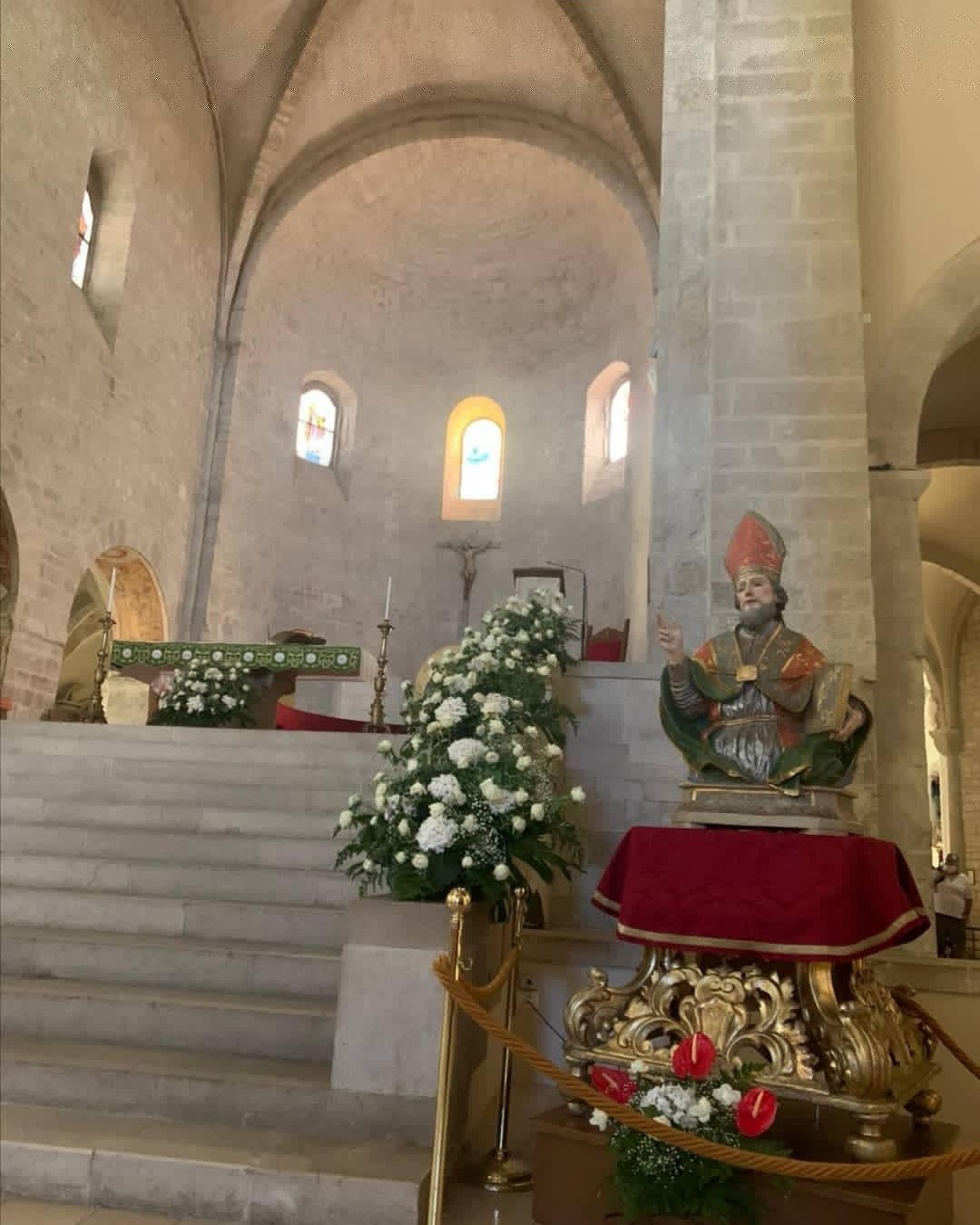
La statue de saint Canion au pied de l'autel et de l'abside.
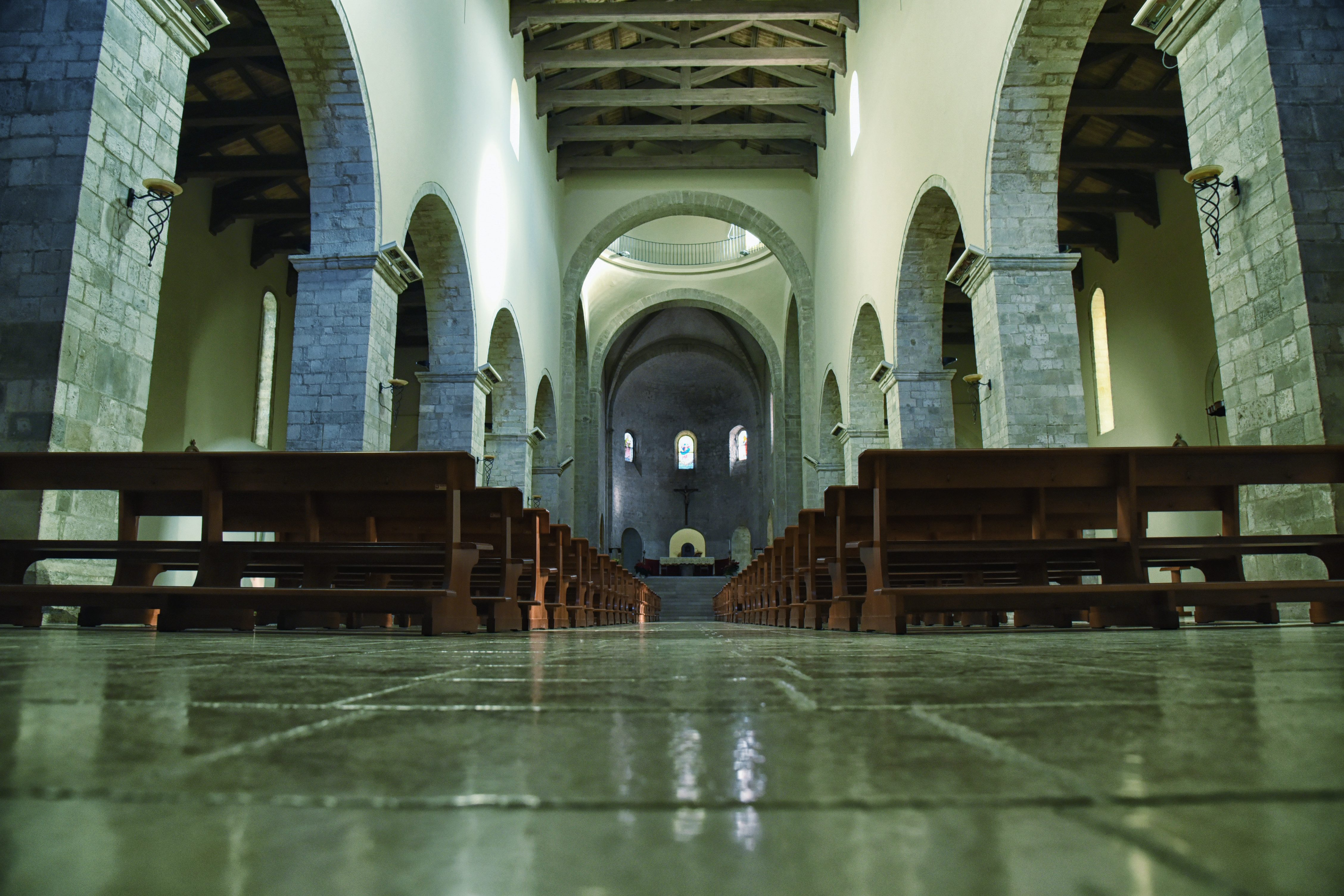
La nef cetrale.
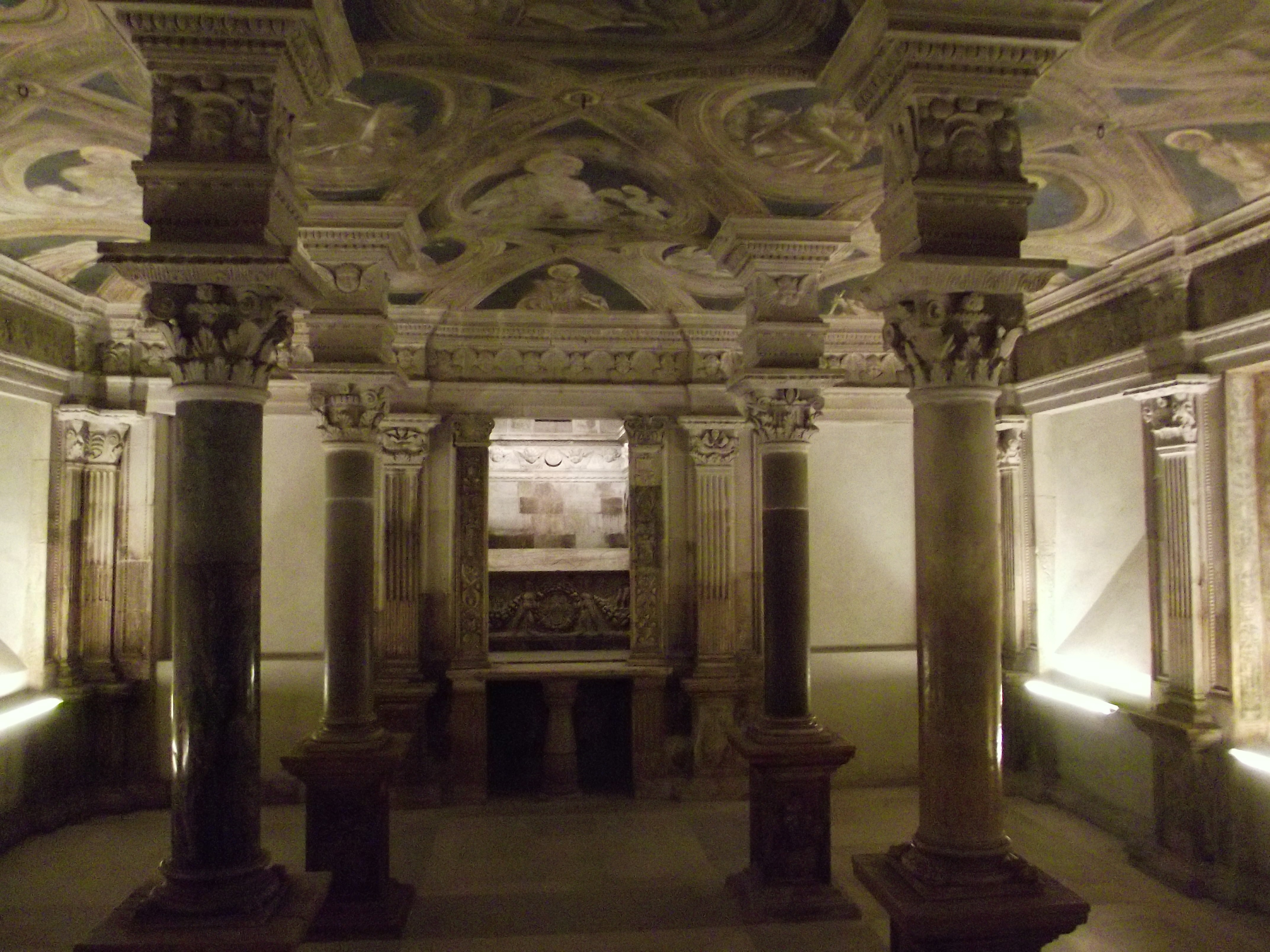
La crypte avec le sarcophage de saint Canion.

### Articles liés
- Archidiocèse d'Acerenza
- Acerenza
- Liste des cathédrales d'Italie
- Liste des cathédrales de la Basilicate